# Tee (Unix)
tee est une commande POSIX qui permet de  lire depuis l'entrée standard et écrire sur la sortie standard tout en écrivant dans des fichiers. Elle est notamment utile dans des tubes pour relayer la sortie à une nouvelle commande tout en la sauvegardant dans un fichier.

## Origine du nom
Son nom, qui est la prononciation de la lettre "t" en anglais, provient de la ressemblance de son action avec l'élément de tuyauterie appelé "séparateur en T" (T-splitter), utilisé en plomberie. 

## Fonctionnement
tee duplique sur ses deux sorties, la sortie standard et un ou plusieurs fichiers, tout ce qu'elle reçoit en entrée. 
La commande peut remplacer le contenu de fichiers, ou ajouter au contenu existant par l'argument [-a] ou [--append].
Elle peut ignorer les interruptions logicielles par l'argument [-i] ou [--ignore-interrupts].

## Exemple
```
$ echo "Les tubes sont un mécanisme puissant." | tee fichier.txt | wc
      1       6      39
$ cat fichier.txt 
Les tubes sont un mécanisme puissant.
```

echo transmet la chaîne de caractères à la commande tee par le biais du pipe, qui écrit la chaîne dans fichier.txt, et la renvoie grâce un second pipe vers la commande wc, qui affiche le nombre de lignes, de mots puis d'octets. La commande cat affiche le contenu de fichier.txt.